# 10 000 mètres masculin aux championnats du monde d'athlétisme 1987
Navigation
Helsinki 1983 Tokyo 1991
L'épreuve du 10 000 mètres masculin des championnats du monde d'athlétisme 1987 s'est déroulée le 29 août 1987 dans le Stade olympique de Rome, en Italie. Elle est remportée par le Kényan Paul Kipkoech.

## Résultats

### Finale
| Rang               | Athlète             | Pays               | Temps          | Notes |
| ------------------ | ------------------- | ------------------ | -------------- | ----- |
| Médaille d'or      | Paul Kipkoech       | Kenya              | 27 min 38 s 63 | CR    |
| Médaille d'argent  | Francesco Panetta   | Italie             | 27 min 48 s 98 |       |
| Médaille de bronze | Hansjörg Kunze      | Allemagne de l'Est | 27 min 50 s 37 |       |
| 4                  | Arturo Barrios      | Mexique            | 27 min 59 s 66 |       |
| 5                  | Steve Binns         | Royaume-Uni        | 28 min 03 s 08 |       |
| 6                  | Martin Vrabel       | Tchécoslovaquie    | 28 min 05 s 59 |       |
| 7                  | Spyros Andriopoulos | Grèce              | 28 min 07 s 17 | NR    |
| 8                  | Steve Plasencia     | États-Unis         | 28 min 11 s 38 |       |
| 9                  | Jean-Louis Prianon  | France             | 28 min 19 s 47 |       |
| 10                 | Rolando Vera        | Équateur           | 28 min 20 s 24 |       |
| 11                 | Ezequiel Canario    | Portugal           | 28 min 28 s 24 |       |
| 12                 | Mats Erixon         | Suède              | 28 min 29 s 08 |       |
| 13                 | Paul Arpin          | France             | 28 min 29 s 21 |       |
| 14                 | Zhang Guowei        | Chine              | 28 min 30 s 00 |       |
| 15                 | Jon Solly           | Royaume-Uni        | 28 min 31 s 97 |       |
| 16                 | Salvatore Antibo    | Italie             | 28 min 33 s 77 |       |
| 17                 | Markus Ryffel       | Suisse             | 28 min 34 s 58 |       |
| 18                 | Brian Sheriff       | Zimbabwe           | 28 min 34 s 96 |       |
| 19                 | Paul McCloy         | Canada             | 28 min 41 s 89 |       |
| 20                 | Kozu Akutsu         | Japon              | 28 min 45 s 89 |       |
| 21                 | Ed Eyestone         | États-Unis         | 29 min 00 s 33 |       |
| 22                 | Some Muge           | Kenya              | 29 min 06 s 40 |       |
| 23                 | Haji Bulbula        | Éthiopie           | 29 min 10 s 45 |       |
| 24                 | Wodajo Bulti        | Éthiopie           | 29 min 17 s 09 |       |
| 25                 | Habib Romdhani      | Tunisie            | 29 min 21 s 35 |       |
| 26                 | John Treacy         | Irlande            | 29 min 22 s 14 |       |
| —                  | Martti Vainio       | Finlande           | DNF            |       |
| —                  | Paul Williams       | Canada             | DNF            |       |
| —                  | Gerhard Hartmann    | Autriche           | DNS            |       |
| —                  | Gerard Donakowski   | États-Unis         | DNS            |       |

## Légende
Records et Performances
- AR : Record continental (area record)
- CR : Record des championnats (championship record)
- MR : Record du meeting (meet record)
- NR : Record national (national record)
- OR : Record olympique (olympic record)
- PR : Record paralympique (paralympic record)
- PB : Record personnel (personal best)
- SB : Meilleure performance personnelle de la saison (season's best)
- WL : Meilleure performance mondiale de l'année (world leader)
- WJR : Record du monde junior (world junior record)
- WR : Record du monde (world record)

Circonstances et Conditions
- DNF : N'a pas terminé (did not finish)
- DNS : N'a pas pris le départ (did not start)
- DQ : Disqualification (disqualification)
- NM : Aucun essai valable enregistré (No Mark)
- Q : Qualifié « directement » au prochain tour (ou à la prochaine compétition), lors d'une compétition majeure, grâce au classement ou à la réalisation des minima (automatic qualifier)
- q : Qualifié au prochain tour (ou à la prochaine compétition), lors d'une compétition majeure, grâce au repêchage ou à la réalisation de l'une des meilleures performances parmi celles des « non qualifiés directement » (grâce au meilleur temps ou à la meilleure distance par exemple) (secondary qualifier)